# فتوی

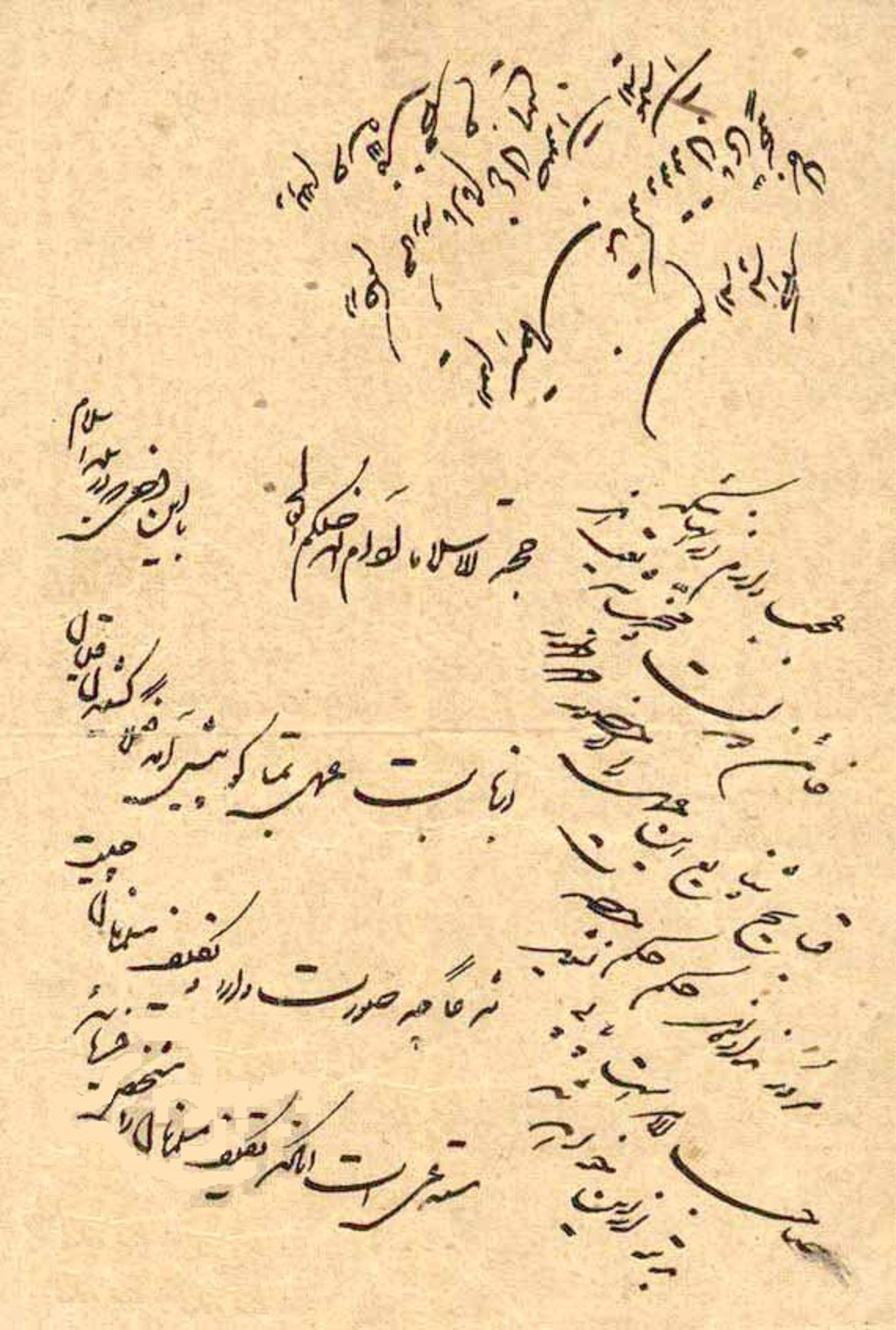
متن فتوای میرزای شیرازی درابره تحریم تنباکو

فتوا به معنای بیان حکم اسلام به وسیلهٔ فقیه یا مفتی یا به عبارت دیگر رای عالم دینی در حکم شرعی است.

## نمونه
- اگر روزه گرفتن برای بدن ضرر داشته باشد صحیح نیست.
- در صورتی که خریدار در معامله گول خورده باشد حق فسخ معامله را دارد.

فتوای سید علی سیستانی : جهاد بر شما جوانان عراق واجب است در برابر داعش

## اقرب و اقوی
اقرب و اقوی یک اصطلاح فقهی در شیعه است و به معنای فتوا است که مقلّد در آن حق رجوع به مجتهد دیگر را ندارد، بلکه باید به رأی همان مجتهد عمل نماید.

## استفتا
معنای استفتاء درخواست فتوا یعنی سؤال کردن و کسب نظر مجتهد دربارهٔ حکم شرعی یک مسئله می‌باشد.
هنگامی که شخصی نظر فقه اسلام را در انجام عملی نداند، به یک مجتهد رجوع می‌کند و نظر فقه را در آن مورد جویا می‌شود. مجتهد هم بر اساس منابع فقهی (که در فقه شیعه عبارت از کتاب، سنت، اجماع و عقل می‌باشند) پاسخ استفتاءکننده را می‌دهد 

## اقسام اجتهاد
اجتهاد را به «اجتهاد مشروع» و «اجتهاد ممنوع» تقسیم می‌کنیم.
اجتهاد مشروع؛ عبارت است از اجتهادی که بر اساس ادلهٔ استنباط احکام (قرآن و سنّت (که سنت عبارت است قول و فعل و تقریر پیشوایان اسلام) و عقل و اجماع) باشد و مجتهد از خودش نظری شخصی و دلخواه نمی‌دهد.
اجتهاد ممنوع؛ عبارت است از اجتهادی که بر اساس به کار بردن نظر شخصی صورت می‌گیرد؛ نه بر اساس کتاب و سنّت و عقل و اجماع. به بیان دیگر؛ این نوع اجتهاد، اجتهادی است که در آن، فردی که صلاحیت علمیِ لازم برای استنباط حکم‌شرعی ندارد؛ بر اساس رأی و نظر شخصی و دلخواه، دست به اجتهاد می‌زند؛ که در اصطلاح به آن «اجتهاد به رأی» می‌گویند.